# 圖羅德爾卡斯特爾山

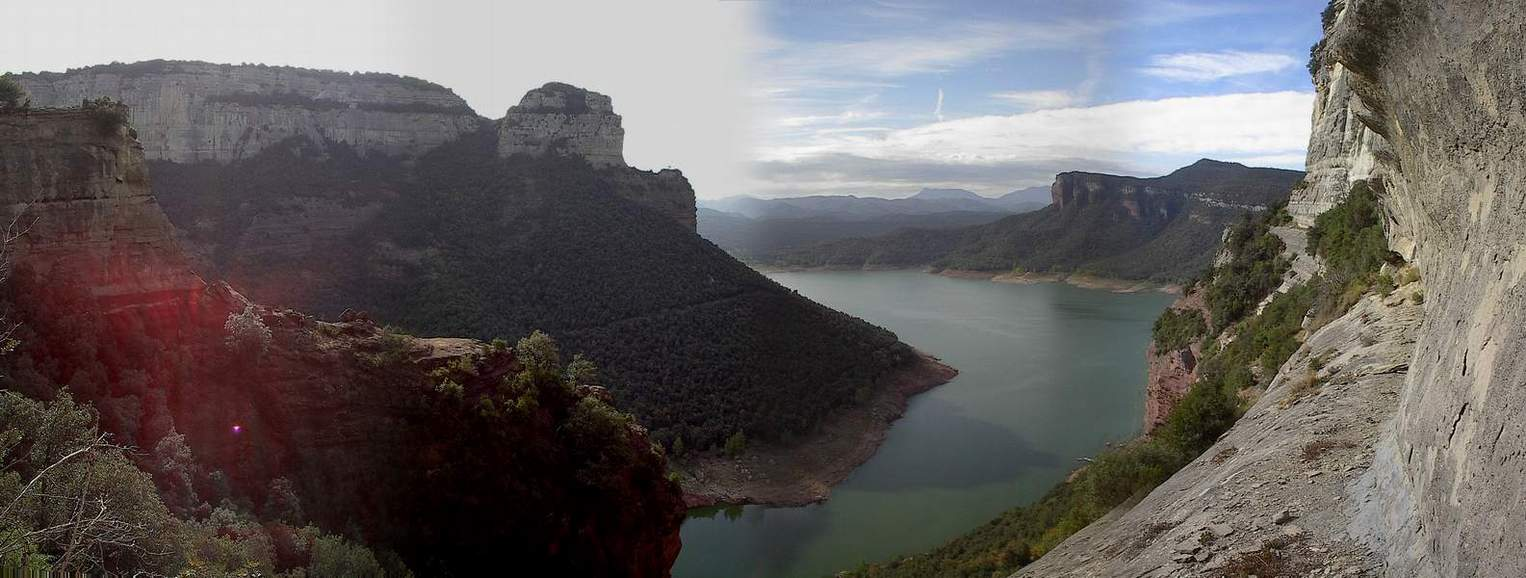

41°58′59.06″N 2°23′46.65″E / 41.9830722°N 2.3962917°E
圖羅德爾卡斯特爾山，是西班牙的山峰，位於該國東北部加泰羅尼亞，屬於加泰羅尼亞橫斷山脈中吉萊里斯山的一部分，海拔高度851米。